# Гевея бразильська
Гевея бразильська (Hevea brasiliensis) — дерево родини молочайних.

## Будова
Вічнозелене листяне дерево до 30 м.

## Поширення та середовище існування
Походить з басейну річки Амазонки. Основні плантації гевеї нині містяться в Південно-Східній Азії, зокрема в Малайзії.

## Практичне використання
Гевея бразильська — основне джерело натурального каучуку; також з неї роблять меблі, що відрізняються підвищеною міцністю, деревина не гниє і стійка до впливу шкідників.
Попит на каучук виник у XIX ст. і різко зріс після відкриття процесу вулканізації, люди навчилися виготовляти гуму, яку почали використовувати у різних сферах життя. Основним постачальником каучуку був бразильський штат Пара. Там його збирали з дикорослих рослин. У 1875 англійці привезли на Шрі-Ланку та в Сингапур велику партію насіння гевеї. Згодом великі плантації острова Малакка стали давати багато дешевого каучуку. 
Щоб перерізати молочні судини дерева, щоранку на його корі роблять свіжий спіральний надріз. Сік стікає у підвішену до стовбура чашку.
Завдяки білкові прогевеїну на продукти гевеї може розвиватись алергія.
Альтернативним джерелом сировини для виробництва гіпоалергенного латексу може бути ґваюла срібляста.

## Галерея

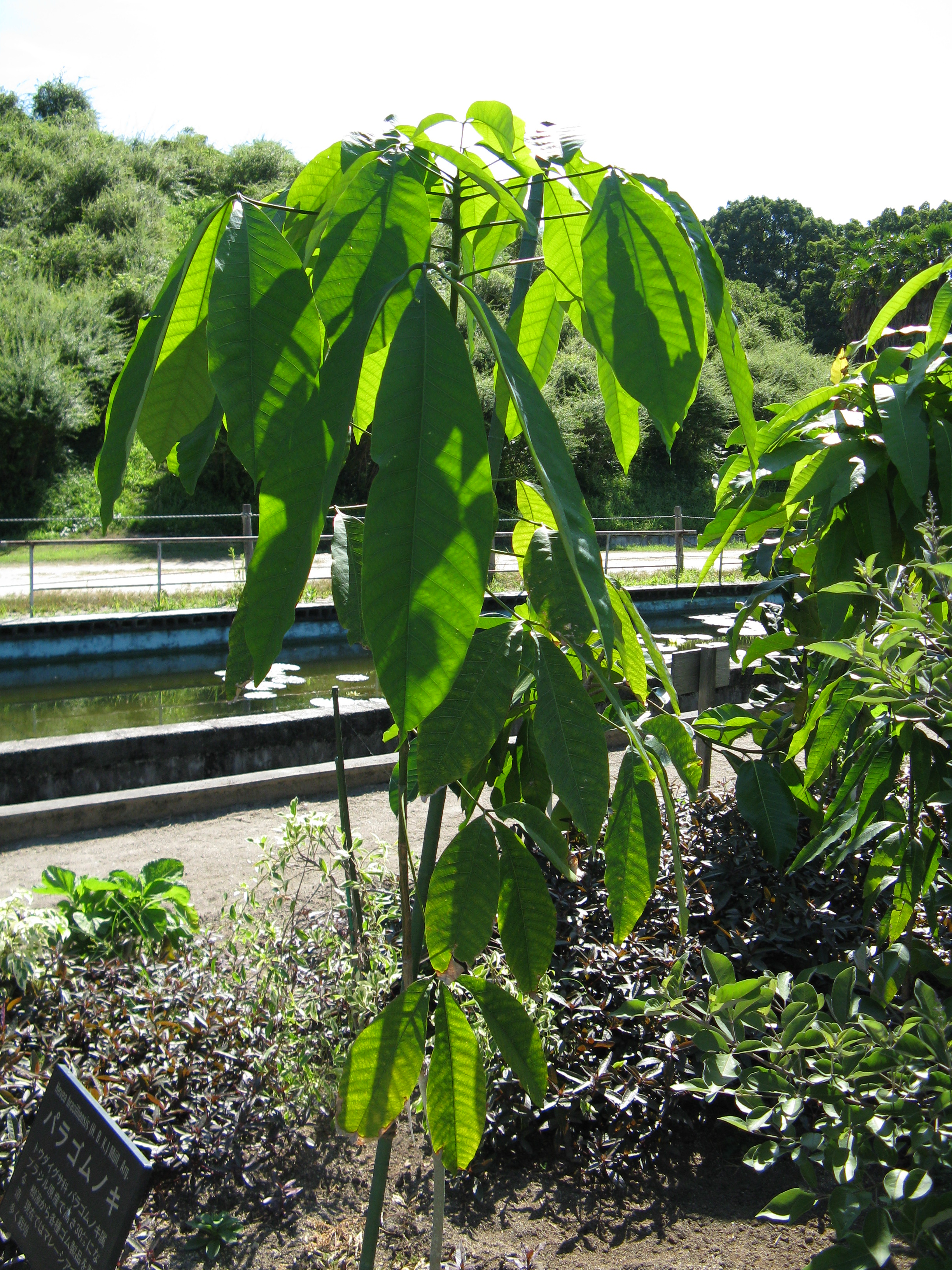
Молоде дерево
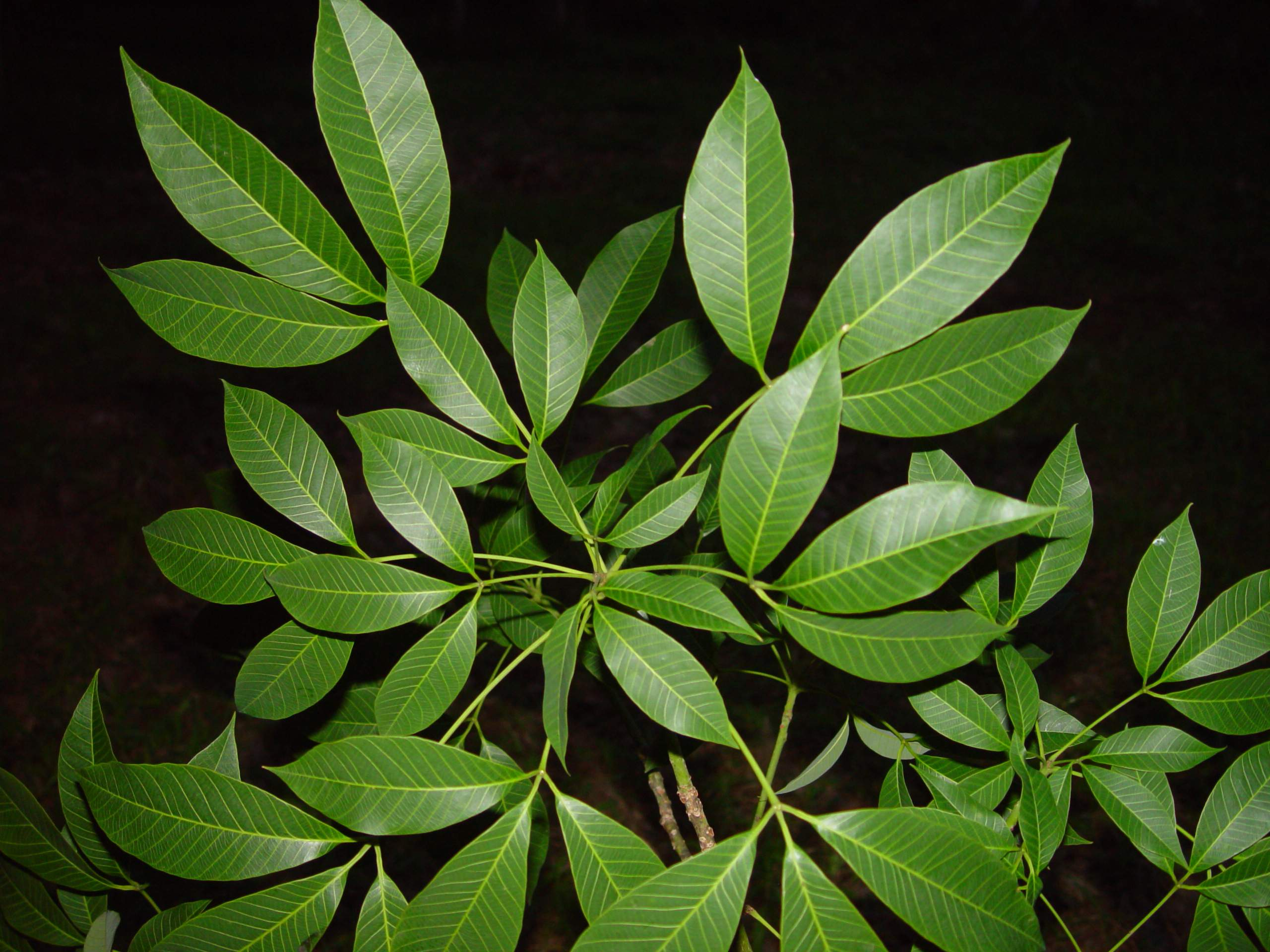
Листя
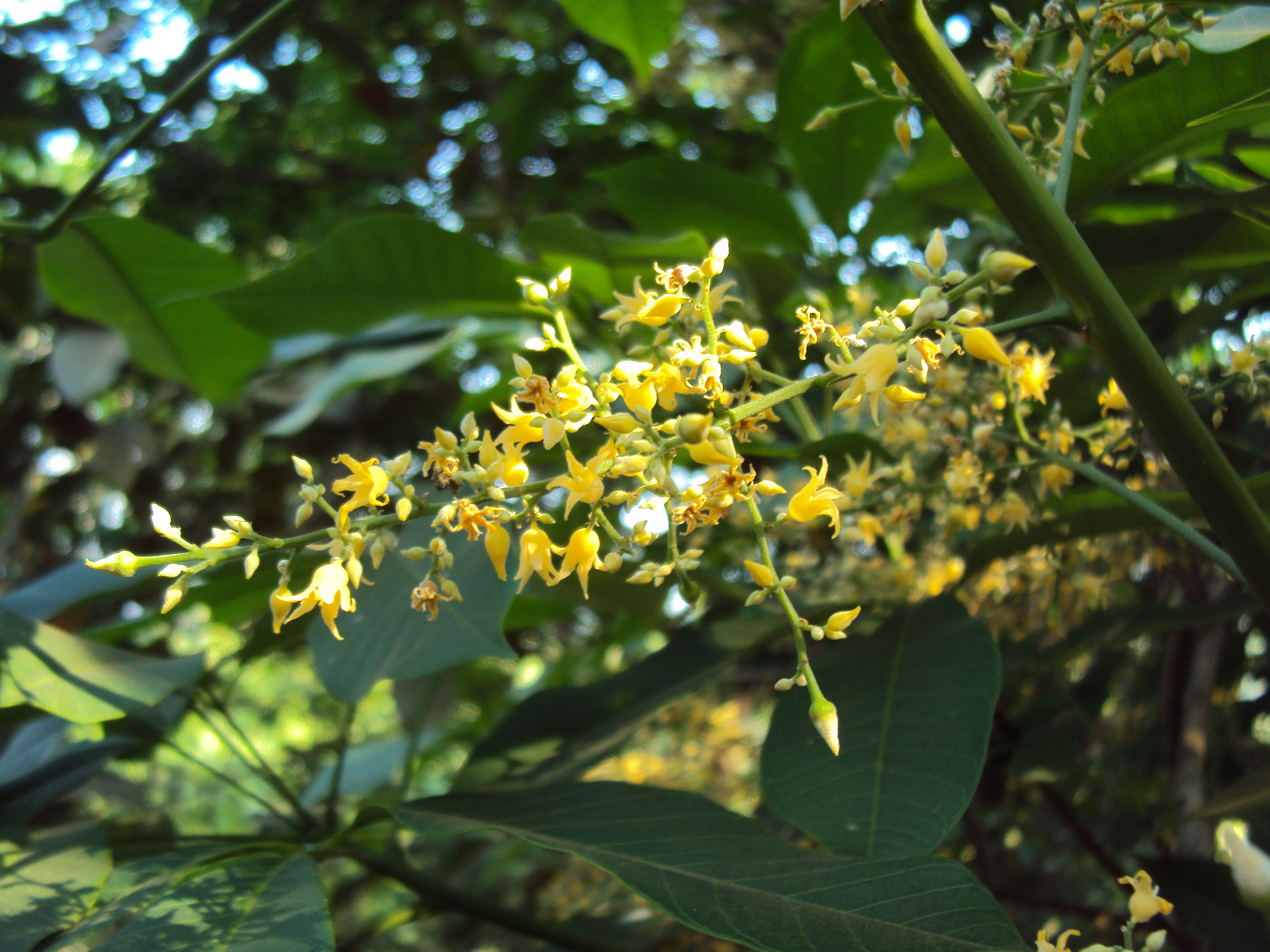
Квіти
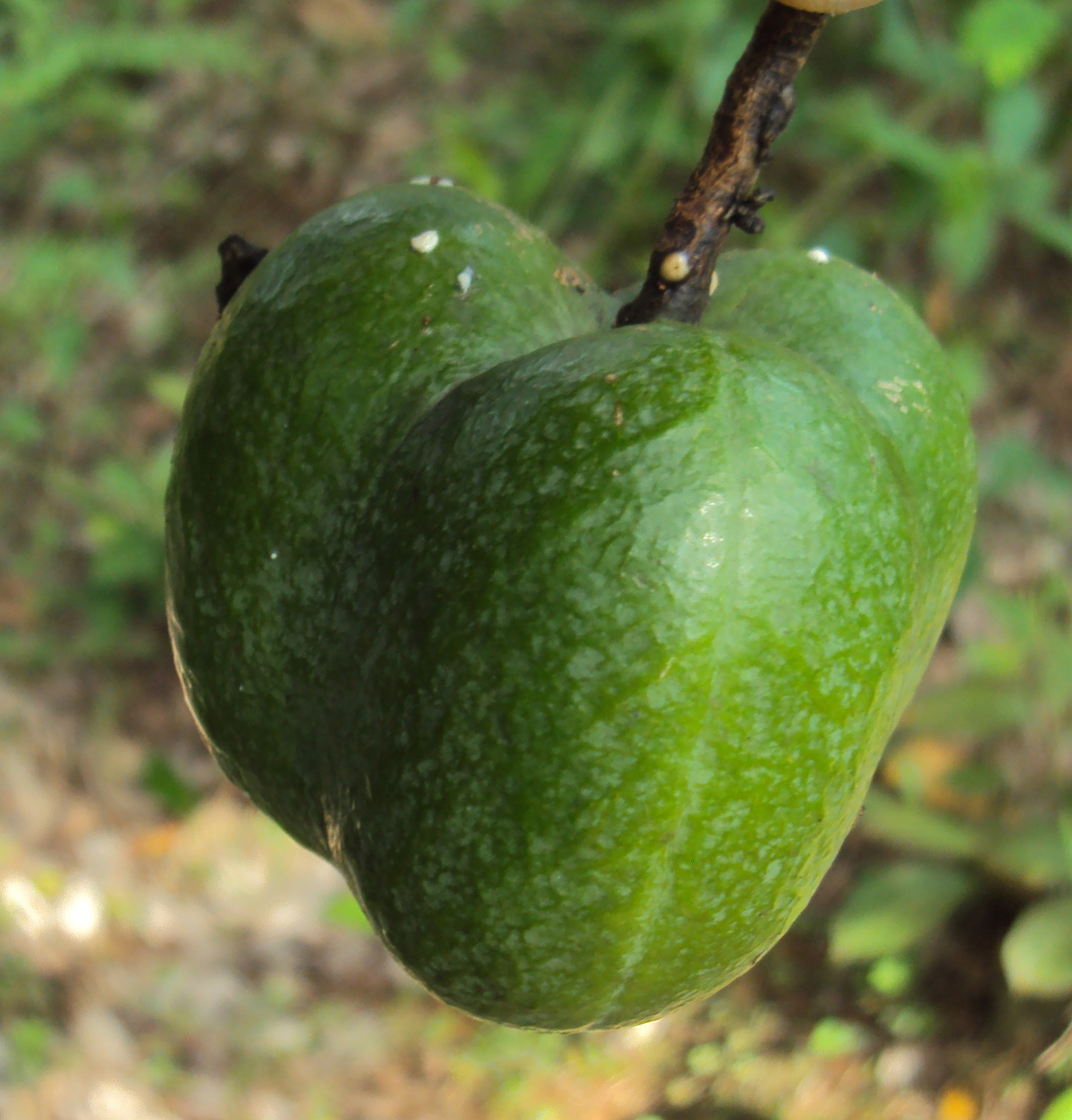
Незрілий плід
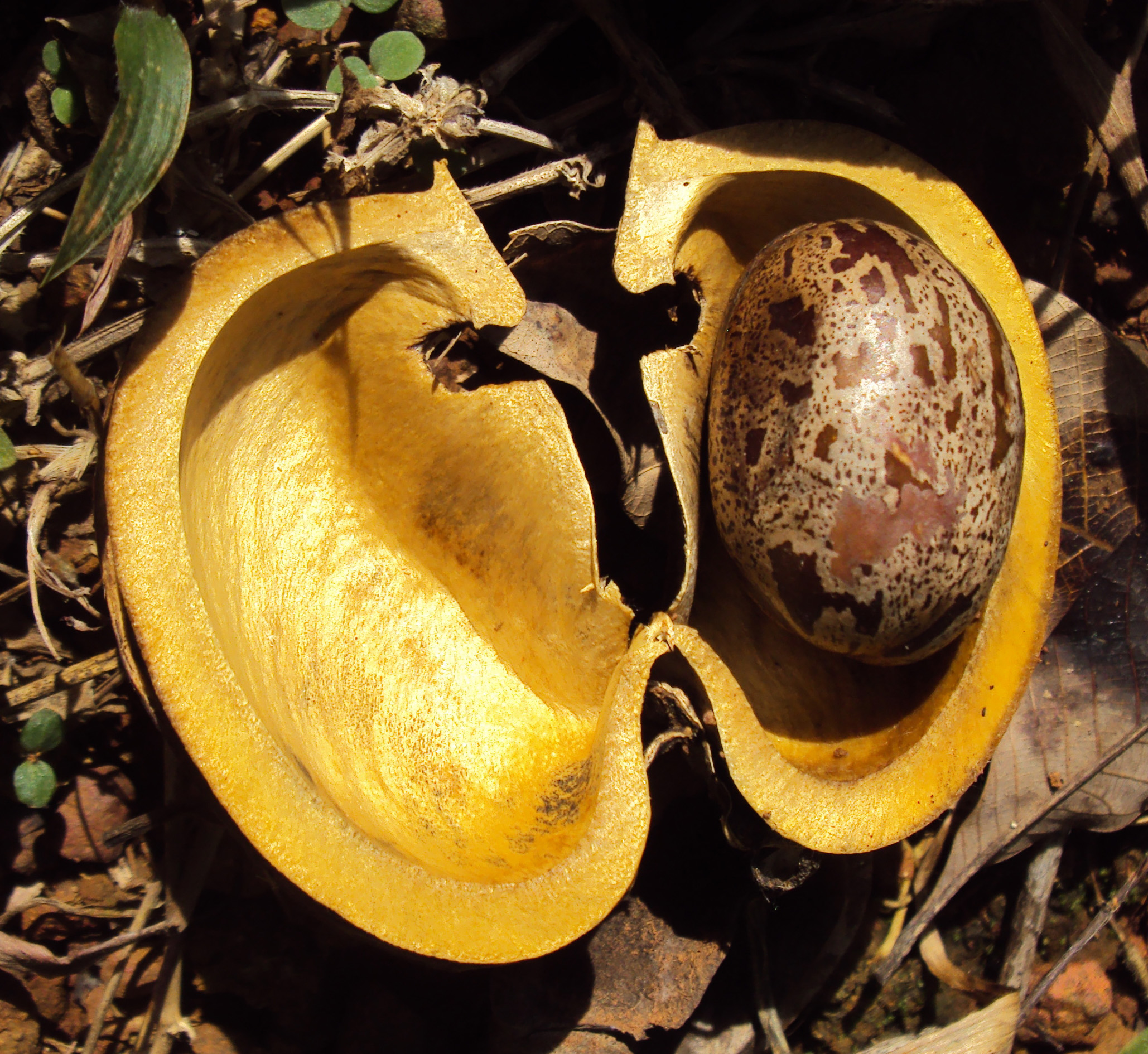
Насіння
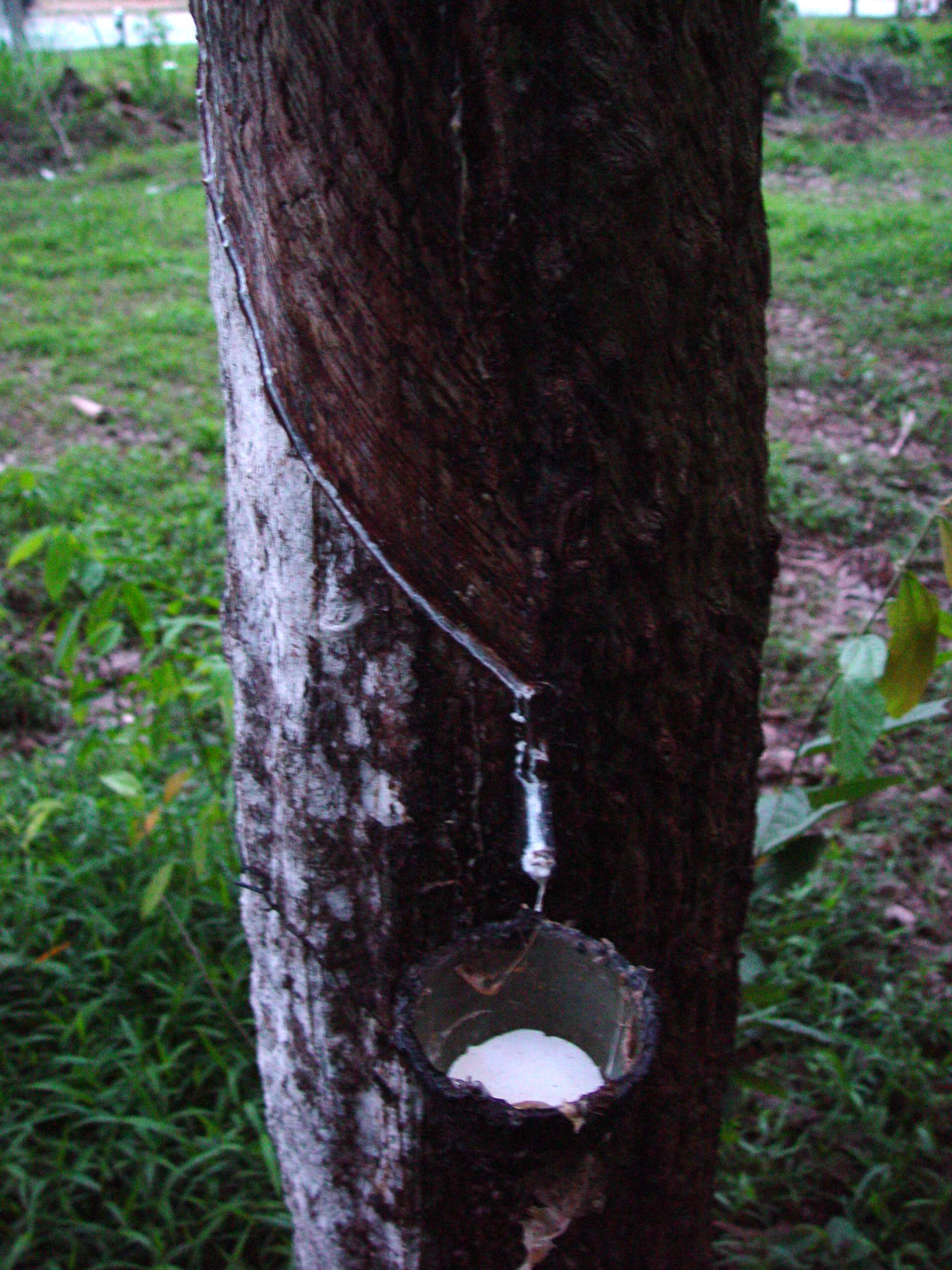
Процес збирання каучуку